# Афипс (футбольный клуб)
«Афипс» — бывший российский футбольный клуб из посёлка городского типа Афипский в Северском районе Краснодарского края, который находится в 16 км юго-западнее Краснодара. Клуб был основан в 2012 году, расформирован в 2018, домашние матчи проводил на стадионе «Андрей-Арена», названного в честь сына основателя и президента клуба Андрея Андреева. Выступал в зоне «Юг» Первенства ПФЛ.

## История клуба
Сезон 2013 и 2014 клуб провёл в чемпионате Краснодарского края. В дебютном сезоне «Афипс» дошёл до финала кубка Краснодарского края. С сезона 2014/2015 клуб выступал в зоне «Юг» первенства ПФЛ. На сезон-2018/19 не заявился в Первенство ПФЛ и прекратил своё существование.
Несмотря на потерю клуба, в Афипском сохранился содержащийся бывшим президентом «Афипса» Андреем Андреевым Центр подготовки юных футболистов (его возглавляет Олег Терехин), а также база и стадион, лицензированный для ПФЛ (в ноябре-декабре 2019 года на «Андрей-Арене» в рамках молодёжного первенства России проводил домашние матчи молодёжный состав ФК «Сочи»).

## Достижения
Чемпионат России
- Второй дивизион (зона «Юг»)
- 2 место (3): 2015/16, 2016/17, 2017/18

Кубок России
- 1/64 финала (3): 2015/16, 2016/17, 2017/18

## Сезоны

### Чемпионаты России
| Сезон   | Дивизион                      | Место | И  | В  | Н | П | М     | О  | Тренеры                         |
| ------- | ----------------------------- | ----- | -- | -- | - | - | ----- | -- | ------------------------------- |
| 2013    | Чемпионат Краснодарского края | 3     | 24 | 17 | 4 | 3 | 60-14 | 55 | Максим Деменко                  |
| 2014    | Чемпионат Краснодарского края | ?     | ?  | ?  | ? | ? | ?-?   | ?  | Михаил Афонин, Софербий Ешугов  |
| 2014/15 | ПФЛ, зона «Юг»                | 4     | 22 | 12 | 5 | 5 | 32-18 | 41 | Софербий Ешугов                 |
| 2015/16 | ПФЛ, зона «Юг»                | 2     | 26 | 15 | 4 | 7 | 35-27 | 49 | Софербий Ешугов, Николай Южанин |
| 2016/17 | ПФЛ, зона «Юг»                | 2     | 30 | 19 | 5 | 6 | 42-24 | 62 | Дмитрий Петренко                |
| 2017/18 | ПФЛ, зона «Юг»                | 2     | 32 | 24 | 6 | 2 | 70-15 | 78 | Александр Сторожук              |

Примечания
1. ↑  Указаны показатели второго этапа. Всего команда провела 26 матчей (14 — на первом этапе, 10 из которых пошли в зачёт второго этапа, и 12 — на втором), не считая 5 аннулированных матчей с крымскими клубами на первом этапе.